# 山地坦
山地 坦（やまじ ひろむ、1885年（明治18年）3月24日 - 1952年（昭和27年）4月1日）は、大日本帝国陸軍軍人。最終階級は陸軍中将。功三級

## 経歴
1885年（明治18年）に香川県で生まれた。陸軍士官学校第19期卒業。1932年（昭和7年）に陸軍歩兵学校教官に就任し、1933年（昭和8年）に陸軍歩兵大佐に進級した。1934年（昭和9年）に戦車第1連隊長に転じ、1936年（昭和11年）に陸軍歩兵学校教官に戻る。1937年（昭和12年）に陸軍少将に進級し、仙台陸軍教導学校長に転じる。
1938年（昭和13年）に新設された歩兵第111旅団長に就任し、日中戦争に出動。一時は全滅寸前まで追い込まれたが危機を脱し、南昌作戦で大なる戦果を収めた。その後華南に転じ、汕頭で掃討戦に当たった。1940年（昭和15年）に陸軍中将に進級し、下関要塞司令官に就任。1941年（昭和16年）10月15日に待命、10月30日に予備役編入。